# Conrad Fagergren
Conrad Gustaf Ferdinand Fagergren, född 7 augusti 1818 i Stockholm, död 10 oktober 1879 i Shiraz, Persien, var en svensk läkare och arméofficer.
Conrad Gustaf Ferdinand Fagergren var son till ornamentbildhuggaren Anders Fagergren. Han blev elev hos badmästaren A. F. Skarpman i Stockholm 1838 och barberare i Linköping 1839. Senare blev han fältskär vid länslasarettet där. Han vistades en tid i Kalmar och grundade en gymnastikinrättning i Falun. Efter studier vid Karolinska institutet 1844-1845 blev han underläkare vid Allmänna garnisonssjukhuset. Han företog en fotvandring genom Tyskland och Frankrike och enrollerades i rysk tjänst i Paris. Fagergren följde en rysk armékår till Tjerkessien. Han tillfångatogs där och blev därefter bataljonsläkare i turkisk tjänst. 1846 besökte han Sverige. 
Bengt Anderberg beskriver honom som en av de stora svenska fotvandrarna. Efter besöket i Sverige fotvandrade han till tillbaka till Turkiet 1847, fann sin tjänst besatt av annan, varför han fortsatte till fots till Teheran där han gick in i persiska armén 1847 och blev 1848 guvernementsläkare i Shiraz. Fagergren tjänstgjorde även som officer i sydpersiska armén. Han erhöll avsked med överstes titel som superintendent över alla läkare i provinsen Fars 1870. Han dig i Persien 1879.